# Ōe (Yamagata)
Ōe (大江町 Ōe-machi?) es un pueblo localizado en la prefectura de Yamagata, Japón. En junio de 2019 tenía una población de 7.851 habitantes y una densidad de población de 51 personas por km². Su área total es de 154,08 km².

## Geografía

### Municipios circundantes
- Prefectura de Yamagata
  - Sagae
  - Asahi
  - Nishikawa
  - Nakayama
  - Yamanobe

## Demografía
Según datos del censo japonés, la población de Ōe ha disminuido en los últimos años.
| Año del censo | Población |
| ------------- | --------- |
| 1995          | 10.537    |
| 2000          | 10.477    |
| 2005          | 9.915     |
| 2010          | 9.227     |
| 2015          | 8.472     |